# San Juan del Río
San Juan del Río és un municipi de l'estat de Querétaro. San Juan del Río és el cap de municipi i principal centre de població d'aquesta municipalitat. Aquest municipi és a la part sud-est de l'estat de Querétaro. Limita al nord amb els municipis d'Ezequiel Montes, al sud amb San Juan del Río, a l'oest amb Mariano Escobedo i a l'est amb l'estat d'Hidalgo.